# Брамові
Брамові (Bramidae), також відомі як морські лящі — родина риб ряду окунеподібних (Perciformes).
Родина включає 6—7 родів і близько 10 видів, які всі входять до складу фауни відкритого океану. Вони зустрічаються в Атлантичному, Індійському і Тихому океанах, переважно в тропічній і субтропічній зонах, але деякі види заходять і в порівняно холодні води.
Морські лящі мають високе, стисле з боків тіло і довгі спинний і анальний плавники. Хвостовий плавник у них з глибокою вирізкою. Найбільший вид, Brama brama, досягає до одного метра у довжину.
Декілька видів — важлива промислова риба в деяких частинах світу, особливо Brama brama в Південній Азії.